# Marine Lacoste
Marine Lacoste (6 de julio de 1995) es una deportista francesa que compite en ciclismo en la modalidad de BMX. Ganó una medalla de plata en el Campeonato Europeo de Ciclismo BMX de 2016.

## Palmarés internacional
| Campeonato Europeo | Campeonato Europeo | Campeonato Europeo | Campeonato Europeo |
| Año                | Lugar              | Medalla            | Competición        |
| ------------------ | ------------------ | ------------------ | ------------------ |
| 2016               | Verona (Italia)    | Medalla de plata   | Carrera            |